# Wikstroemia hainanensis
Wikstroemia hainanensis är en tibastväxtart som beskrevs av Elmer Drew Merrill. Wikstroemia hainanensis ingår i släktet Wikstroemia och familjen tibastväxter. Inga underarter finns listade i Catalogue of Life.